# Boško Božinović
Boško Božinović (Split 27. rujna 1949.–  5. ožujka 2018), nekadašnji hrvatski atletičar i bivši kondicijski trener Hajduka. Najveći uspjeh postigao je na Mediteranskim igrama 1975. u Alžiru, gdje je osvojio zlatnu medalju u trci na 1.500 metara.
U Hajduku je u nekoliko navrata bio kondicijski trener Hajdukove prve momčadi, a radio je i na tjelesnoj pripremi i u mlađim uzrastima kluba. 
Sahranjen je na splitskom groblju Lovrinac.